# West Indies Cricket Team in Neuseeland in der Saison 2008/09
Die Tour des West Indies Cricket Team nach Neuseeland in der Saison 2008/09 fand vom 5. Dezember 2008 bis zum 13. Januar 2009 statt. Die internationale Cricket-Tour war Teil der internationalen Cricket-Saison 2008/09 und umfasste zwei Test Matches, fünf ODIs und zwei Twenty20s. Neuseeland gewann die ODI-Serie 2–1, die Testserie ging 0–0 und die Twenty20-Serie 1–1 aus.

## Vorgeschichte
Neuseeland spielte zuletzt eine Tour in Australien, die West Indies gegen Pakistan. Das letzte Aufeinandertreffen der beiden Mannschaften bei einer Tour fand in der Saison 2005/06 in Neuseeland statt.

## Stadien
Für die Tour wurden folgende Stadien als Austragungsorte vorgesehen und vom 28. August 2008 bekanntgegeben.
| Stadion                     | Stadt        | Kapazität | Spiele          |
| --------------------------- | ------------ | --------- | --------------- |
| Eden Park                   | Auckland     | 50.000    | 1. T20; 4. ODI  |
| AMI Stadium                 | Christchurch | 38.628    | 2. ODI          |
| University Oval             | Dunedin      | 6.000     | 1. Test         |
| Seddon Park                 | Hamilton     | 10.000    | 2. T20          |
| McLean Park                 | Napier       | 22.500    | 2. Test; 5. ODI |
| Queenstown Events Centre    | Queenstown   | 19.000    | 1. ODI          |
| Wellington Regional Stadium | Wellington   | 34.500    | 3. ODI          |

## Kaderlisten
Die West Indies benannten ihren Test-Kader am 1. November und ihren Limited-Overs-Kader am 4. Dezember 2008.
Neuseeland benannte seinen Test-Kader am 6. Dezember, seinen Twenty20-Kader am 19. Dezember und seinen ODI-Kader am 28. Dezember 2008.
| Test | Test | ODI | ODI | Twenty20 | Twenty20 |
| Neuseeland | West Indies | Neuseeland | West Indies | Neuseeland | West Indies |
| --- | --- | --- | --- | --- | --- |
| - Daniel Vettori (K) - Daniel Flynn - James Franklin - Peter Fulton - Mark Gillespie - Jamie How - Chris Martin - Brendon McCullum (wk) - Tim McIntosh - Kyle Mills - Iain O’Brien - Jacob Oram - Jeetan Patel - Jesse Ryder - Ross Taylor | - Chris Gayle (K) - Ramnaresh Sarwan (vK) - Lionel Baker - Carlton Baugh (wk) - Sulieman Benn - Shivnarine Chanderpaul - Sewnarine Chattergoon - Fidel Edwards - Leon Johnson - Xavier Marshall - Brendan Nash - Daren Powell - Denesh Ramdin (wk) - Kemar Roach - Jerome Taylor | - Daniel Vettori (K) - Neil Broom - Grant Elliott - Daniel Flynn - Mark Gillespie - Martin Guptill - Jamie How - Brendon McCullum (wk) - Kyle Mills - Jacob Oram - Jeetan Patel - Jesse Ryder - Mathew Sinclair - Tim Southee - Ross Taylor | - Chris Gayle (K) - Denesh Ramdin (vK & wk) - Lionel Baker - Carlton Baugh - Shivnarine Chanderpaul - Sewnarine Chattergoon - Fidel Edwards - Shawn Findlay - Xavier Marshall - Nikita Miller - Brendan Nash - Kieron Pollard - Daren Powell - Ramnaresh Sarwan - Jerome Taylor | - Daniel Vettori (K) - Daniel Flynn - James Franklin - Mark Gillespie - Brendon McCullum (wk) - Kyle Mills - Jacob Oram - Jeetan Patel - Jesse Ryder - Tim Southee - Scott Styris - Ross Taylor - Ewen Thompson | - Chris Gayle (K) - Denesh Ramdin (vK & wk) - Lionel Baker - Carlton Baugh - Sulieman Benn - Shivnarine Chanderpaul - Sewnarine Chattergoon - Fidel Edwards - Shawn Findlay - Xavier Marshall - Nikita Miller - Brendan Nash - Kieron Pollard - Daren Powell - Ramnaresh Sarwan - Jerome Taylor |

## Tour Match
| 5. – 7. Dezember Scorecard | Auckland | Auckland 587-7d (156.1) | – | West Indians 431-6 (121) |
|                            |          | Remis                   |   |                          |

## Test Matches

### Erster Test in Dunedin
| 11. – 15. Dezember Scorecard | Dunedin | Neuseeland 365 (116) & 44-2 (10) | – | West Indies 340 (100) |
|                              |         | Remis                            |   |                       |

### Zweiter Test in Napier
| 19. – 23. Dezember Scorecard | Napier | West Indies 307 (107) & 375 (145) | – | Neuseeland 371 (126.4) & 220-5 (51) |
|                              |        | Remis                             |   |                                     |

## Twenty20 Internationals

### Erstes Twenty20 in Auckland
| 26. Dezember Scorecard | Auckland | Neuseeland 155-7 (20) / 15        | – | West Indies 155-8 (20) / 25/1 |
|                        |          | West Indies gewinnt im Super Over |   |                               |

### Zweites Twenty20 in Hamilton
| 28. Dezember Scorecard | Hamilton | Neuseeland 191-9 (20)          | – | West Indies 155-7 (20) |
|                        |          | Neuseeland gewinnt mit 36 Runs |   |                        |

## One-Day Internationals

### Erstes ODI in Queenstown
| 31. Dezember Scorecard | Queenstown | West Indies 129-5 (35.4) | – | Neuseeland |
|                        |            | No Result                |   |            |

### Zweites ODI in Christchurch
| 3. Januar Scorecard | Christchurch | Neuseeland 152-8 (28/28)          | – | West Indies 158-5 (27.5/28) |
|                     |              | West Indies gewinnt mit 5 Wickets |   |                             |

### Drittes ODI in Wellington
| 7. Januar Scorecard | Wellington | West Indies 128 (41.4)           | – | Neuseeland 129-3 (20.3) |
|                     |            | Neuseeland gewinnt mit 7 Wickets |   |                         |

### Viertes ODI in Auckland
| 10. Januar Scorecard | Auckland | Neuseeland 275-4 (50) | – | West Indies 64-0 (10.3/40) |
|                      |          | No Result             |   |                            |

### Fünftes ODI in Napier
| 13. Januar Scorecard | Napier | West Indies 293-9 (50)                     | – | Neuseeland 211-5 (35/35) |
|                      |        | Neuseeland gewinnt mit 9 Runs (D/L method) |   |                          |

## Statistiken
Die folgenden Cricketstatistiken wurden bei dieser Tour erzielt.
| Tests                  | Tests       | Tests   | Tests   | Tests   | Tests   | Tests   | Tests   | Tests   |
| Batting                | Batting     | Batting | Batting | Batting | Batting | Batting | Batting | Batting |
| Spieler                | Mannschaft  | Spiele  | Innings | Runs    | Average | HS      | 100s    | 50s     |
| ---------------------- | ----------- | ------- | ------- | ------- | ------- | ------- | ------- | ------- |
| Chris Gayle            | West Indies | 2       | 3       | 305     | 101,66  | 197     | 1       | 1       |
| Jesse Ryder            | Neuseeland  | 2       | 3       | 205     | 102,50  | 89      | 0       | 3       |
| Shivnarine Chanderpaul | West Indies | 2       | 3       | 202     | 101,00  | 126*    | 1       | 1       |
| Tim McIntosh           | Neuseeland  | 2       | 4       | 197     | 65,66   | 136     | 1       | 0       |
| Daniel Flynn           | Neuseeland  | 2       | 4       | 189     | 63,00   | 95      | 0       | 2       |
| Bowling                |             |         |         |         |         |         |         |         |
| Spieler                | Mannschaft  | Spiele  | Overs   | Wickets | Average | BBI     | 5W      | 10W     |
| Fidel Edwards          | West Indies | 2       | 67.4    | 11      | 22,36   | 7/87    | 1       | 0       |
| Daniel Vettori         | Neuseeland  | 2       | 99      | 10      | 21,80   | 6/56    | 1       | 0       |
| Iain O’Brien           | Neuseeland  | 2       | 65      | 8       | 26,37   | 6/75    | 1       | 0       |
| Jeetan Patel           | Neuseeland  | 1       | 71      | 6       | 25,16   | 5/110   | 1       | 0       |
| Daren Powell           | West Indies | 2       | 60      | 6       | 33,33   | 3/68    | 0       | 0       |

| ODIs                   | ODIs        | ODIs    | ODIs    | ODIs    | ODIs    | ODIs    | ODIs    | ODIs    |
| Batting                | Batting     | Batting | Batting | Batting | Batting | Batting | Batting | Batting |
| Spieler                | Mannschaft  | Spiele  | Innings | Runs    | Average | HS      | 100s    | 50s     |
| ---------------------- | ----------- | ------- | ------- | ------- | ------- | ------- | ------- | ------- |
| Chris Gayle            | West Indies | 5       | 5       | 260     | 65,00   | 135     | 1       | 0       |
| Ross Taylor            | Neuseeland  | 5       | 4       | 187     | 93,50   | 75      | 0       | 2       |
| Martin Guptill         | Neuseeland  | 2       | 2       | 165     | 165,00  | 122*    | 1       | 0       |
| Shivnarine Chanderpaul | West Indies | 3       | 2       | 139     | 69,50   | 94      | 0       | 1       |
| Ramnaresh Sarwan       | West Indies | 5       | 4       | 132     | 44,00   | 67*     | 0       | 1       |
| Bowling                |             |         |         |         |         |         |         |         |
| Spieler                | Mannschaft  | Spiele  | Overs   | Wickets | Average | BBI     | 5W      | 10W     |
| Daren Powell           | West Indies | 4       | 32      | 7       | 22,85   | 3/25    | 0       | 0       |
| Kyle Mills             | Neuseeland  | 5       | 38      | 7       | 24,00   | 3/57    | 0       | 0       |
| Daniel Vettori         | Neuseeland  | 5       | 34      | 6       | 19,83   | 4/20    | 0       | 0       |
| Mark Gillespie         | Neuseeland  | 3       | 22      | 5       | 22,40   | 4/58    | 0       | 0       |
| Tim Southee            | Neuseeland  | 5       | 34      | 5       | 36,00   | 2/33    | 0       | 0       |

| Twenty20s        | Twenty20s   | Twenty20s | Twenty20s | Twenty20s | Twenty20s | Twenty20s | Twenty20s | Twenty20s |
| Batting          | Batting     | Batting   | Batting   | Batting   | Batting   | Batting   | Batting   | Batting   |
| Spieler          | Mannschaft  | Spiele    | Innings   | Runs      | Average   | HS        | 100s      | 50s       |
| ---------------- | ----------- | --------- | --------- | --------- | --------- | --------- | --------- | --------- |
| Jesse Ryder      | Neuseeland  | 2         | 2         | 74        | 37,00     | 62        | 0         | 1         |
| Brendon McCullum | Neuseeland  | 2         | 2         | 73        | 36,50     | 59        | 0         | 1         |
| Ross Taylor      | Neuseeland  | 2         | 2         | 69        | 34,50     | 63        | 0         | 1         |
| Chris Gayle      | West Indies | 2         | 2         | 68        | 34,00     | 67        | 0         | 1         |
| Ramnaresh Sarwan | West Indies | 2         | 2         | 57        | 28,50     | 53        | 0         | 1         |
| Bowling          |             |           |           |           |           |           |           |           |
| Spieler          | Mannschaft  | Spiele    | Overs     | Wickets   | Average   | BBI       | 5W        | 10W       |
| Daniel Vettori   | Neuseeland  | 2         | 8         | 5         | 7,00      | 3/16      | 0         | 0         |
| Chris Gayle      | West Indies | 2         | 7         | 4         | 10,75     | 2/16      | 0         | 0         |
| Jeetan Patel     | Neuseeland  | 2         | 6         | 4         | 11,50     | 2/12      | 0         | 0         |
| Kieron Pollard   | West Indies | 2         | 6         | 3         | 18,00     | 2/29      | 0         | 0         |
| Jerome Taylor    | West Indies | 2         | 8         | 3         | 20,66     | 2/29      | 0         | 0         |

## Player of the Match
Als Player of the Match wurden die folgenden Spieler ausgezeichnet.
| Spiel   | Player of the Match       |
| ------- | ------------------------- |
| 1. Test | Jerome Taylor             |
| 2. Test | Chris Gayle               |
| 2. ODI  | Ramnaresh Sarwan          |
| 3. ODI  | Daniel Vettori            |
| 4. ODI  | Neil Broom Martin Guptill |
| 5. ODI  | Chris Gayle               |
| 1. T20  | Chris Gayle               |
| 2. T20  | Jesse Ryder               |